# Дженкин, Тим
Тимоти Питер Дженкин (род. 1948) — южноафриканский писатель, в прошлом — активист против апартеида и политический заключенный. Наиболее известен своим побегом 1979 года из местной тюрьмы Претории (часть комплекса центральной тюрьмы Претории) вместе со Стивеном Ли и Алексом Мумбарисом.  
В 2020 году вышел фильм «Побег из Претории», основанный на автобиографической книге Тима Дженкина Inside Out: Escape from Pretoria Prison. Роль Тима Дженкина сыграл Дэниел Рэдклифф.